# Danti (rappeur)
Danti, de son vrai nom Daniele Lazzarin, né le 20 septembre 1981 à Desio, en Lombardie, est un rappeur italien. Il est membre du groupe de hip-hop italien Two Fingerz.

## Biographie
Danti commence sa carrière musicale en 2003. Malgré son succès, il ne décide pas pour autant d'abandonner son principal métier, celui de coiffeur. Au début de 2017, il publie le clip de son single Enjoy.

## Discographie

### Albums studio
- 2010 : Ritorno al futuro Mixtape Vol.1
- 2012 : Danti Punk
- 2014 : Karmavengers
- 2015 : Danksy

### Albums collaboratifs
- 2007 : Figli del caos (avec Two Fingerz)
- 2009 : Il disco finto (avec Two Fingerz)
- 2009 : Non prima delle 6:10 (avec Vacca et Two Fingerz)
- 2010 : Il disco nuovo (avec Two Fingerz)
- 2010 : Il disco volante (avec Two Fingerz)
- 2012 : Mouse Music (avec Two Fingerz)
- 2013 : Special Delivery (avec Mastermaind)
- 2014 : Two Fingerz V (avec Two Fingerz)
- 2015 : La tecnica Bukowski (avec Two Fingerz)